# Lac Musquaro
Lac Musquaro är en sjö i Kanada.   Den ligger i regionen Côte-Nord och provinsen Québec, i den östra delen av landet, 1 200 km nordost om huvudstaden Ottawa. Lac Musquaro ligger 82 meter över havet. Arean är 31 kvadratkilometer. Den sträcker sig 21,3 kilometer i nord-sydlig riktning, och 4,5 kilometer i öst-västlig riktning.
Trakten runt Lac Musquaro är nära nog obefolkad, med mindre än två invånare per kvadratkilometer.